# Marder III
Marder III («Куница III») — лёгкая по массе немецкая противотанковая самоходная артиллерийская установка (ПТ-САУ), времён Второй мировой войны. 
Официальные немецкие названия ПТ-САУ с 76-мм пушками: 7,62 cm Pak (r) auf Fgst. Pz.Kpfw. 38(t) (Sd.Kfz.139), позже - 7,62 cm Pak. 36 (Sfl.) in Pz.Kpfw. 38 (t) и Panzerjäger 38 7,62 cm Pak 36 (Sd.Kfz.139). Противотанковая САУ представляла собой легкобронированную САУ на шасси лёгкого танка Pz.Kpfw.38(t). Орудие устанавливалось в открытой рубке (боевом отделении). Эти боевые машины активно использовались на всех фронтах Второй мировой войны. Большинство из них применялось на Восточном фронте. Орудие: 75-мм Pak 40 или 76-мм Pak 36(r) в модификации 7,62 cm Pak.36 (Pz.Sfl.2) — переделанная трофейная советская 76-мм дивизионная пушка Ф-22 образца 1936 года.

## Модификации
- (Sd.Kfz.139) 7,62 cm Pak.36(r) auf Fgst. Pz.Kpfw.38(t) (Marder III) — неподвижная открытая рубка, расположенная в середине с 76,2-мм пушкой Pak 36(r) L/51.5 и 7,92-мм пулемётом MG34. Произведено 344 артустановки, № 1360—1479, 1527—1750.
- (Sd.Kfz.138) 7.5 cm PaK 40/3 auf Pz.Kpfw.38(t) Ausf.H Marder III Ausf.H — неподвижная открытая рубка, расположенная в середине с 75-мм пушкой PaK 40/3 L/46 и 7,92-мм пулемётом MG34. Произведено 275 артустановок, № 1751—1766, 1768—1949, 1968—1969, 2016—2075, в диапазоне 2121—2147.
- (Sd.Kfz.138) 7.5 cm PaK 40/3 auf Pz.Kpfw.38(t) Ausf.M Marder III Ausf.M — неподвижная открытая рубка, расположенная в корме с 75-мм пушкой PaK 40/3 L/46 и 7,92-мм пулемётом MG34. Произведено 942 артустановки, № в диапазоне 2166—3600.

## Производство
|                                | 2 | 3  | 4  | 5  | 6  | 7  | 8  | 9  | 10 | Всего |
| ------------------------------ | - | -- | -- | -- | -- | -- | -- | -- | -- | ----- |
| 1942                           |   |    | 68 | 52 | 23 | 50 | 51 | 50 | 50 | 344   |
| Переделано из ремонтных танков |   |    |    |    |    |    |    |    |    |       |
| 1943                           | 9 | 10 | 10 |    |    |    |    |    |    | 29    |

|                                | 1     | 2     | 3     | 4     | 5     | 6     | 7     | 8     | 9     | 10    | 11    | 12    | Всего |
| ------------------------------ | ----- | ----- | ----- | ----- | ----- | ----- | ----- | ----- | ----- | ----- | ----- | ----- | ----- |
| 1942                           |       |       |       |       |       |       |       |       |       |       | 42    | 68    | 110   |
| 1943                           | 60    | 35    | 30    | 34    | 6     |       |       |       |       |       |       |       | 165   |
| Всего                          | Всего | Всего | Всего | Всего | Всего | Всего | Всего | Всего | Всего | Всего | Всего | Всего | 275   |
| Переделано из ремонтных танков |       |       |       |       |       |       |       |       |       |       |       |       |       |
| 1943                           |       |       |       |       | 18    | 60    | 28    | 27    | 34    | 8     |       |       | 175   |

|       | 1     | 2     | 3     | 4     | 5     | 6     | 7     | 8     | 9     | 10    | 11    | 12    | Всего |
| ----- | ----- | ----- | ----- | ----- | ----- | ----- | ----- | ----- | ----- | ----- | ----- | ----- | ----- |
| 1943  |       |       |       |       | 20    | 45    | 90    | 62    | 101   | 141   | 100   | 75    | 634   |
| 1944  | 67    | 72    | 64    | 59    | 46    |       |       |       |       |       |       |       | 308   |
| Всего | Всего | Всего | Всего | Всего | Всего | Всего | Всего | Всего | Всего | Всего | Всего | Всего | 942   |

Таким образом всего на шасси Pz.Kpfw.38(t) было построено или переделано не менее 1765 противотанковых самоходных установок, которые в ноябре 1943 получили название Marder III.

## В массовой культуре

### Стендовый моделизм
Marder III широко представлен в стендовом моделизме. Сборные пластиковые модели-копии Marder III в масштабе 1:35 выпускаются фирмами MSD Maquette (Россия), Тамия (Япония), Дрэгон (Китай), Hobby Boss (Китай, модели фирмы Tristar). Компания Моделист занимается перепаковкой MSD Maquette.

### Компьютерные игры
Встречается в следующих компьютерных играх (характеристики могут отличаться от реальных):
- Blitzkrieg
- Frontline Attack: War over Europe
- World War II: Panzer Claws 2
- World of Tanks (Marder III Ausf.H)
- War Thunder
- Company of Heroes: Tales of valor (впервые появилась в CoH: Opposing Front)
- Graviteam Tactics: Mius-Front
- Order of Battle - WW2

## Галерея изображений

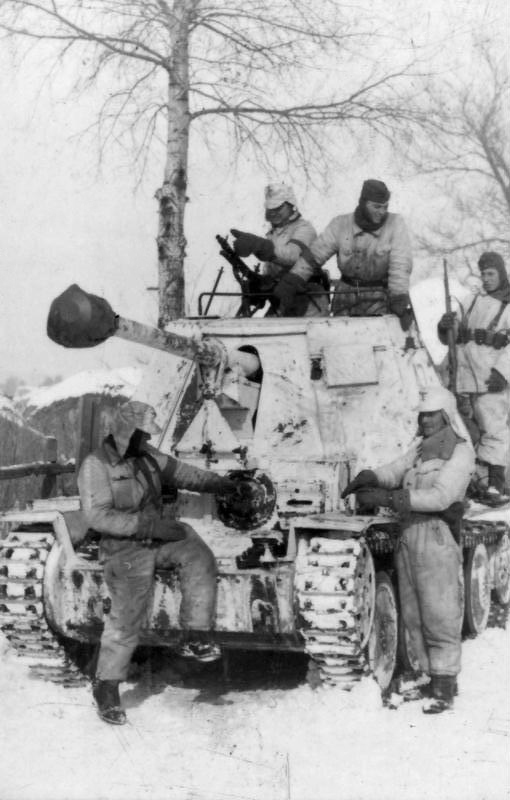
СССР, битва за Харьков. Солдаты дивизии LSSAH у Marder III, средней противотанковой САУ. Февраль 1943 года.
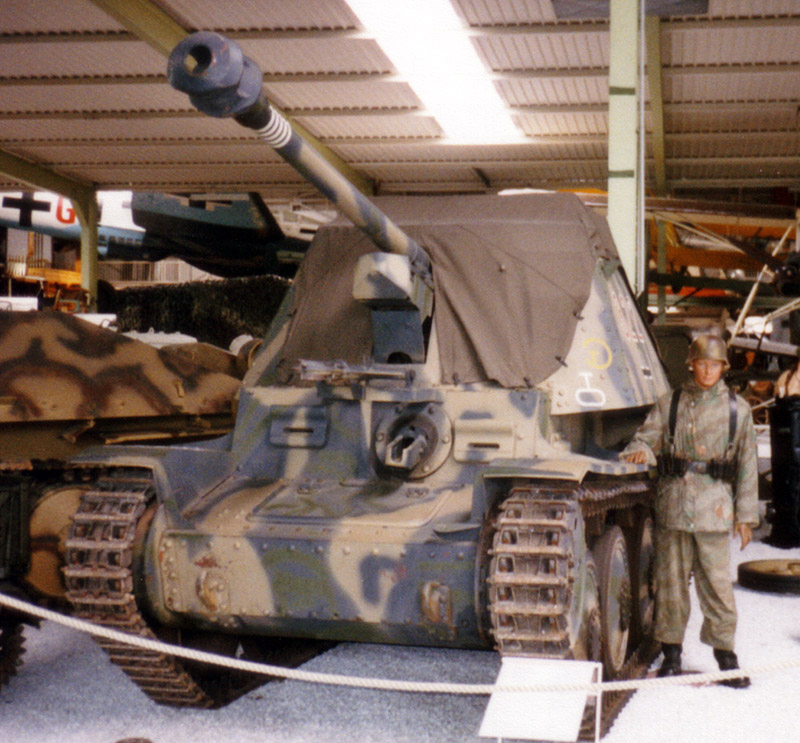
Marder III Ausf.H (Sd.Kfz.138) (Ausf.H-Heckmotor)
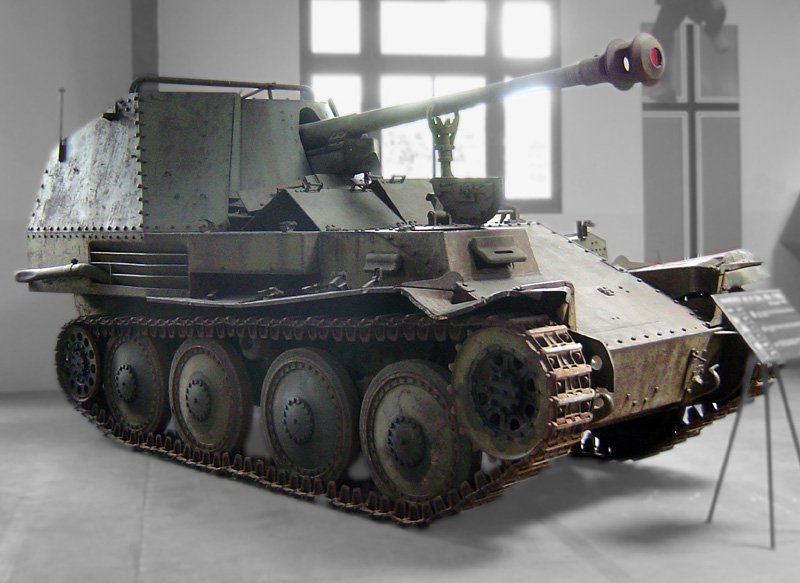
Marder III Ausf. M. (Ausf. M – "Mittelmotor")
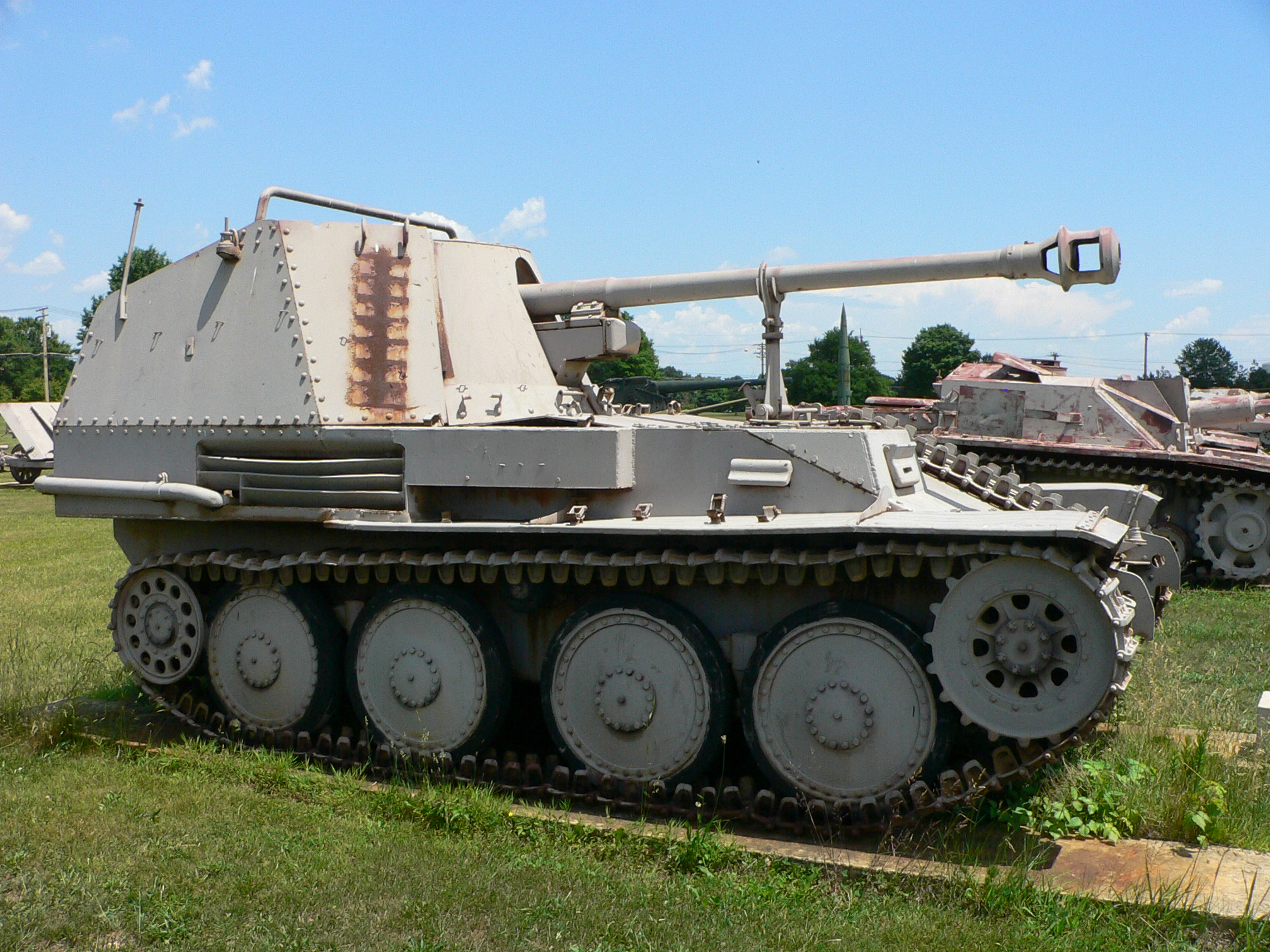
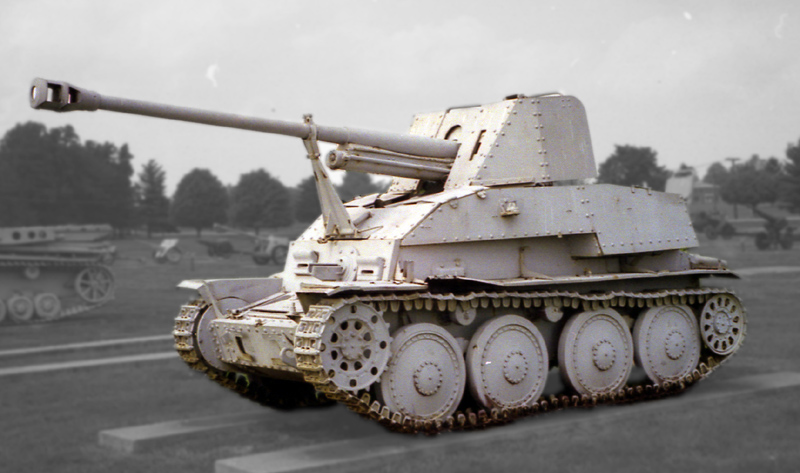
SdKfz 139 Marder III